# Sint-Paulusinstituut (Gent)
Het Sint-Paulusinstituut is een katholieke school gelegen in Gent. De school werd in 1938 opgericht door de Broeders van Liefde en biedt algemeen secundair onderwijs aan. De school bestaat uit drie campussen, gelegen in de Patijntjestraat (PAT), de E. De Deynestraat (EDD) en de Marathonstraat (MAR).

## Geschiedenis
Oorspronkelijk had het Sint-Paulusinstituut slechts één campus, gelegen in de Patijntjestraat, op ongeveer 500 meter van het Station Gent-Sint-Pieters. Op 19 maart 1939 werd de school plechtig ingezegend door monseigneur Coppieters, de toenmalige bisschop van Gent. In 1983 fusioneerden Sint-Paulus en Sint-Aloysius, waardoor het Sint-Paulusinstituut er een tweede campus bij kreeg in de E. De Deynestraat in Zwijnaarde. Zeven jaar later, in 1990, kreeg de school er ook een derde campus bij in de Marathonstraat. Deze campus bevindt zich op wandelafstand van die in de Patijntjestraat en maakte voordien deel uit van de basisschool van Sint-Paulus. In de Marathonstraat zitten alleen leerlingen van het vijfde en zesde middelbaar, omdat in de Patijntjestraat sinds 1990 de derde graad niet meer ingericht wordt. Tussen 1997 en 2017 was er ook nog een vierde campus in de Loofblommestraat in Sint-Denijs-Westrem, die voordien deel uitmaakte van de middelbare school van Sint-Theresia.
Vroeger was het Sint-Paulusinstituut een jongensschool, maar sinds enkele jaren is de school ook toegankelijk voor meisjes. Vandaag de dag telt de school in totaal circa 800 leerlingen, waarvan het aantal meisjes ongeveer gelijk is aan het aantal jongens. De school heeft ook een internaat, dat zich in de E. De Deynestraat bevindt.

## Bekende alumni
- Jef Demedts
- Marc De Pauw
- David Dewaele
- Stephen Dewaele
- Kürt Rogiers
- Geert Stadeus
- Jasper Steverlinck
- Mathieu Terryn
- Jonatan Medart